# Rasclet bru
El rasclet bru (Rallicula rubra) és una espècie d'ocell de la família dels sarotrúrids (Sarothruridae). Es troba a les muntanyes Arfak i a les terres altes del centre-oest de Nova Guinea.

## Descripció
El rasclet bru és de color castany fosc. El mascle té l'esquena castanya amb algunes plomes negres a les ales, mentre que la femella té totes les ales negres cobertes de punts blancs. Bat les ales quan s'alarma, mostrant punts blancs com si fes pampallugues. Busca aliment molt activament, fins i tot frenèticament, llençant fulles i molsa a un costat per descobrir invertebrats. Similar al rasclet llistat (Rallicula leucospila) i al raclet de Forbes (R. forbesi), però el rasclet bru és més petit i el mascle no té marques blanques ni ales completament fosques, i la femella té els flancs posteriors tacats.

## Hàbitat i distribució
L'hàbitat natural són els boscos montans humits subtropicals o tropicals de Nova Guinea.

## Taxonomia
El rasclet bru anteriorment va estar classificat en del gènere Rallina. Tanmateix, algunes autoritats taxonòmiques continuen situant-los dins de Rallina, però com demostra el pronunciat dimorfisme sexual de Rallicula, no són cap rasclet verdader, sinó que pertanyen a la família Sarothruridae, recentment separada (encara que exteriorment similar).